# Miss Terra 2003
Miss Terra 2003, terza edizione di Miss Terra, si è tenuta presso il UP Theater di Quezon nelle Filippine il 9 novembre 2003. L'evento è stato presentato da Ariel Ureta e trasmesso da ABS-CBN, Star World e The Filipino Channel. La honduregna Dania Patricia Prince Méndez è stata incoronata Miss Terra 2003. 

## Risultati

### Piazzamenti
| Risultato finale | Concorrente |
| ---------------- | --- |
| Miss Terra 2003  | - Honduras - Dania Patricia Prince Méndez |
| Miss Aria        | - Brasile - Priscila Poleselo Zandoná |
| Miss Acqua       | - Costa Rica - Marianela Zeledón Bolaños |
| Miss Fuoco       | - Polonia Marta Matyjasik |
| Semifinaliste    | - Cipro - Krystiana Aristotelou - Filippine - Laura Marie Dunlap - Guatemala - Marie Claire Palacios Bouefgras - Norvegia - Fay Larsen - Serbia e Montenegro - Katarina Vucetic - Tahiti - Vairupe Pater Huioutu |

Nota: A differenza che in altri concorsi, in Miss Terra non ci sono finaliste. Invece vengono assegnati i titoli di Miss Aria, Miss Acqua e Miss Fuoco, alle tre concorrenti con il punteggio più alto dopo la vincitrice.

### Riconoscimenti speciali
| Riconoscimento        | Concorrente                             |
| --------------------- | --------------------------------------- |
| Beauty For A Cause    | Afghanistan - Vida Samadzai             |
| Miss Photogenic       | Bolivia - Claudia Cecilia Azaeda        |
| Best National Costume | Panama - Jessica Doralis Segui†         |
| Best Hair             | Vietnam - Nguyen Ngan Ha                |
| Miss Friendship       | Etiopia - Yodit Getahun                 |
| Miss Talent           | Bosnia ed Erzegovina - Mirela Bulbulija |
| Best in Swimsuit      | Francia - Jennifer Pichard              |
| Best in Long Gown     | Brasile - Priscila Poleselo Zandoná     |

## Giudici
- Jose Cayetano da Silva - Ambasciatore del Portogallo nelle Filippine
- Evangeline Pascual - Seconda classificata a Miss Mondo 1973
- Inno Sotto  - Stilista
- Chito Macapagal - Unilever Philippines
- Patricia Tancheong - Air Philippines
- Chin-Chin Gutierrez - TIME Magazine[12]
- Paul Lancos - Avon
- Elisea Gozun - Ministero dell'ambiente

## Concorrenti[13]
- Afghanistan - Vida Samadzai
- Antigua e Barbuda  - Juany Gomez
- Argentina - Marisol Pipastrelli
- Australia - Shivaune Christina Field
- Belgio - Sofie Ydens
- Bolivia - Claudia Cecilia Azaeda Melgar
- Bosnia ed Erzegovina - Mirela Bulbulija
- Brasile - Priscila Poleselo Zandoná
- Canada - Brooke Elizabeth Johnston
- Cile - Carolina Salazar
- Cina - Dong Meixi
- Cipro - Krystiana Aristotelou
- Colombia - Emily de Castro Giacometto
- Corea del Sud - Oh Yoo-mi
- Costa Rica - Marianela Zeledón Bolaños
- Danimarca - Marie Petersen
- Ecuador - Isabel Cristina Ontaneda Pinto
- Estonia - Kadi Tombak
- Etiopia - Yodit Getahun
- Filippine - Laura Marie Mercado Dunlap
- Finlandia - Jenni Suominen
- Francia - Jennifer Pichard
- Germania - Jolena Kwasow
- Ghana - Ama Amissah Quartey
- Giappone - Asami Saito
- Gibilterra - Justine Olivero
- Guatemala - Marie Claire Palacios Boeufgras
- Honduras - Dania Patricia Prince Méndez
- India - Shwetha Vijay Nair
- Israele - Moran Glistron
- Kenya - Hazel Nzioki
- Kosovo - Teuta Hoxha
- Libano - Mary Georges Hanna
- Malaysia - Ying Ying Lee
- Messico - Lorena Irene Velarde Briceño
- Nicaragua - Marynés Argüello César
- Nigeria - Eva Ogberor
- Norvegia - Fay Larsen
- Nuova Zelanda - Katey Ellen Price
- Panama - Jessica Doralis Segui Barrios†
- Perù - Danitza Autero Stanic
- Polonia - Marta Matyjasik
- Porto Rico - Norelis Ortiz Acosta
- Repubblica Dominicana - Suanny Frontaán
- Serbia e Montenegro - Katarina Vucetic
- Singapore - Adele Koh
- Slovenia - Sabina Begovic
- Stati Uniti d'America - Jessica Schillings
- Sudafrica - Catherine Constantinides
- Svezia - Caroline Sonath
- Svizzera - Catherine Waldenmeyer
- Tahiti - Vairupe Pater Huioutu
- Thailandia - Anongnat Sutthanuch
- Ungheria - Aniko Szucs
- Venezuela - Driva Ysabella Cedeño Salazar
- Vietnam - Nguyen Ngan Ha